# Clematis columbiana
Ломиніс колумбійський (Clematis columbiana) — вид рослини родини жовтецеві.

## Назва
В англійській мові має назву «гірський клематіс» (англ. rock clematis), або «колумбійське укриття діви» (англ. Columbian virgin's bower). Щодо назви «укриття діви» існує кілька пояснень. Одне з них асоціює назву з королевою Єлизаветою I, що була відома як королева-дівиця. Інша відсилає до німецької легенди згідно якої ломиніс укривав Діву Марію та Йосипа однієї ночі в Єгипті.

## Будова
Листопадна в'юнка рослина до 3 м. Цвіте ранньою весною. Квіти мають по 4 довгі пелюстки інтенсивного рожево-фіолетового кольору.

## Поширення та середовище існування
Зростає у Північній Америці від Британської Колумбії до Колорадо та Орегону.

## Практичне використання
Вирощують як декоративну рослину.

## Галерея

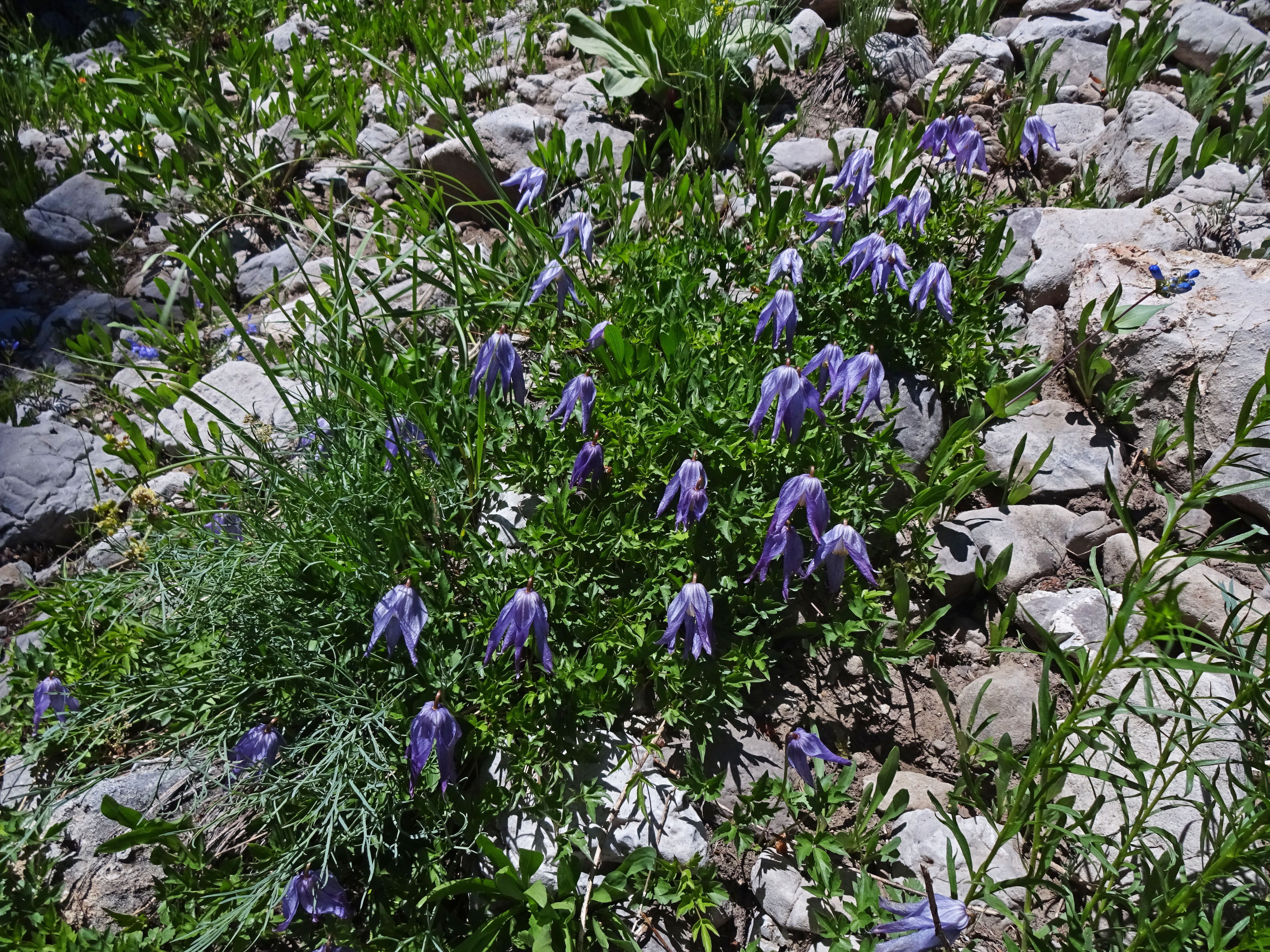
Загальний вигляд рослини
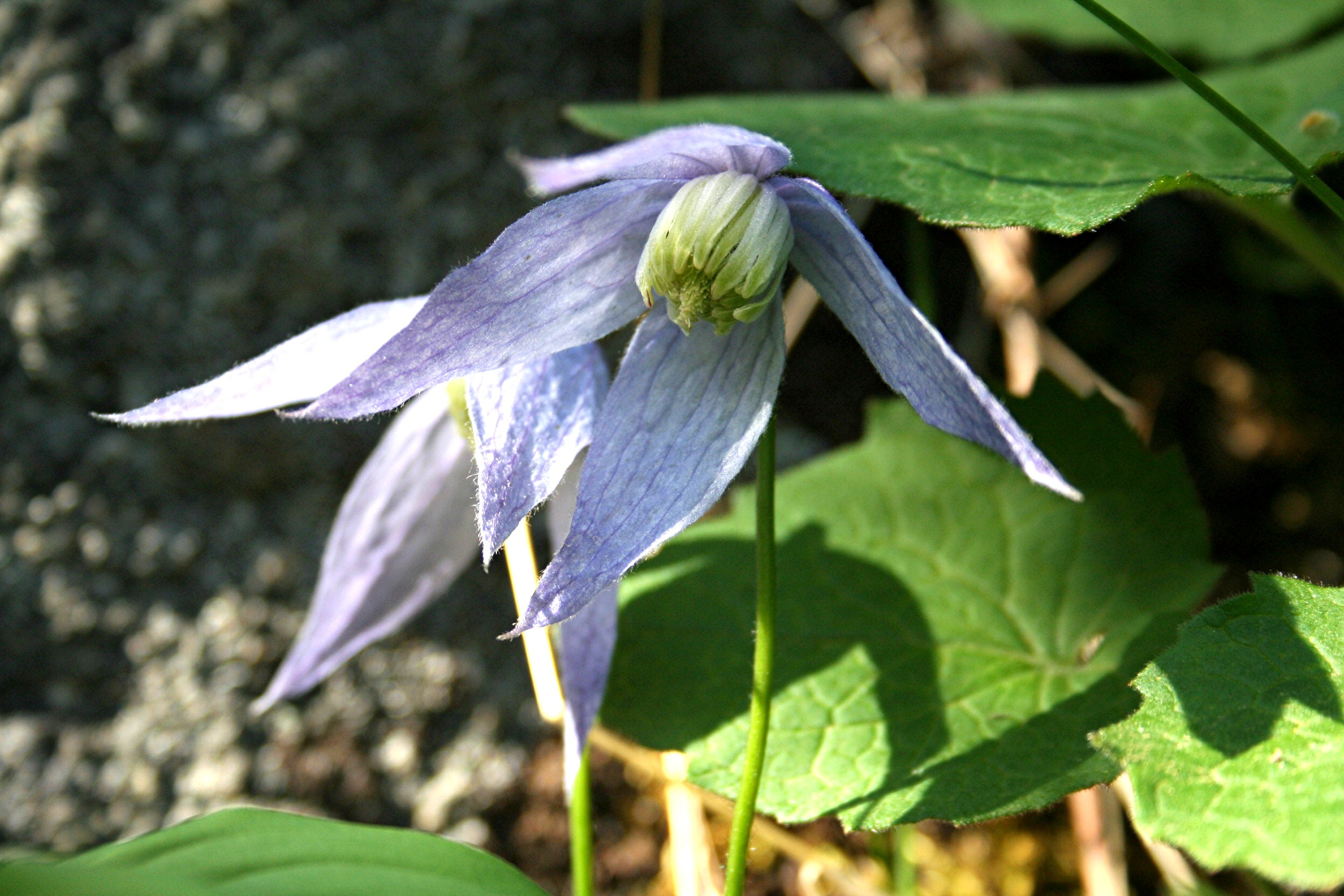
Квітка
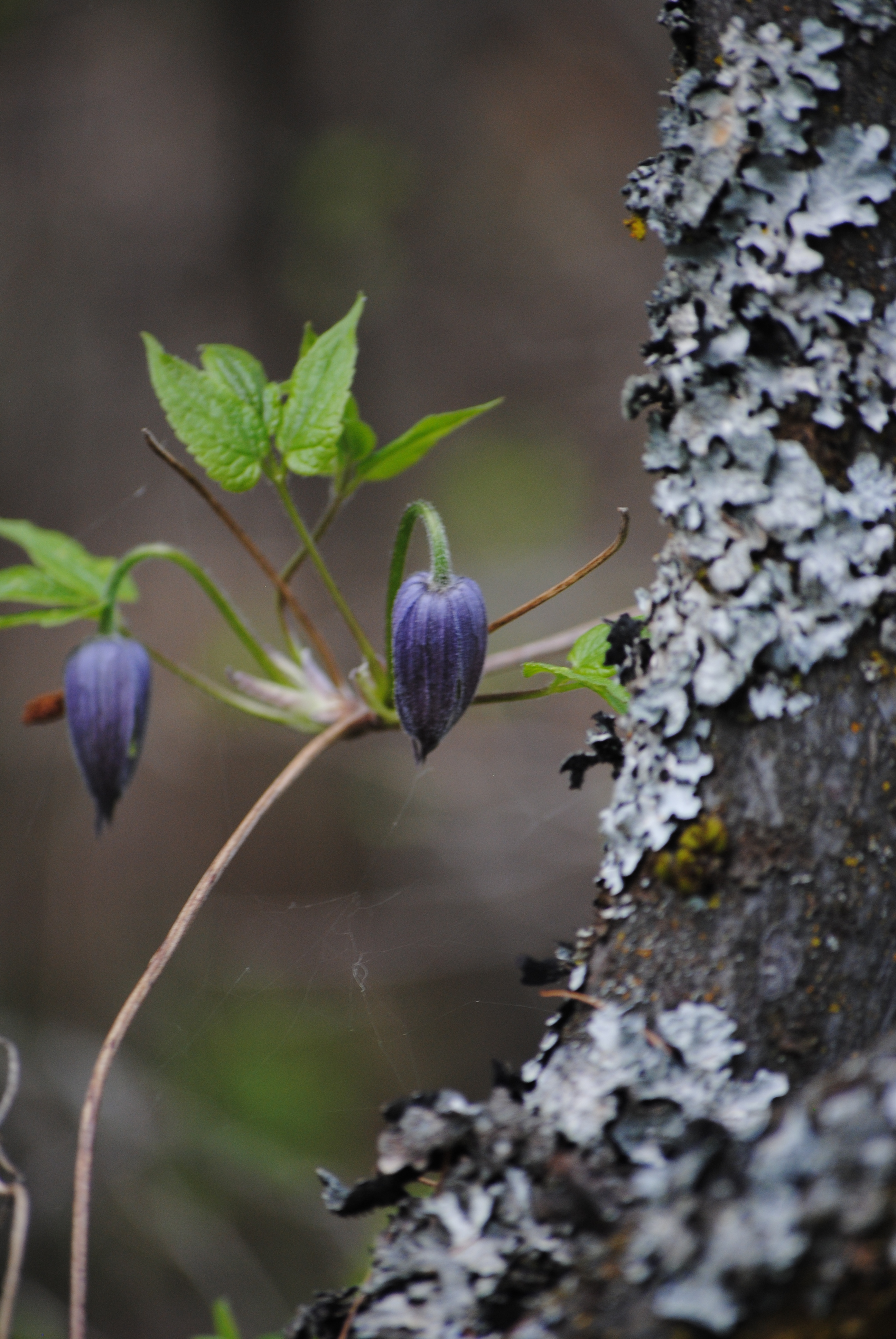